# Amyna natalica
Amyna natalica är en fjärilsart som beskrevs av Embrik Strand 1917. Amyna natalica ingår i släktet Amyna och familjen nattflyn. Inga underarter finns listade i Catalogue of Life.